# Silene vallesia
Silene vallesia är en nejlikväxtart. Silene vallesia ingår i släktet glimmar, och familjen nejlikväxter.

## Underarter
Arten delas in i följande underarter:
- S. v. graminea
- S. v. vallesia